# Aidan Jenniker
Aidan Jenniker (Kaapstad, 3 juni 1989) is een Zuid-Afrikaans voetballer die bij voorkeur als linkervleugelverdediger speelt. In 2007 maakte hij vanuit de jeugdopleiding de overstap naar de eerste selectie van Ajax Cape Town, dat hem in het seizoen 2010/11 verhuurde aan Vasco da Gama.